# Parietaria ruwenzoriensis
Parietaria ruwenzoriensis är en nässelväxtart. Parietaria ruwenzoriensis ingår i släktet väggörter, och familjen nässelväxter.

## Underarter
Arten delas in i följande underarter:
- P. r. keniensis
- P. r. ruwenzoriensis